# Anopinella tinalandana
Anopinella tinalandana là một loài bướm đêm thuộc họ Tortricidae. Loài này có ở Ecuador.
Chiều dài cánh trước là 6-7.5 mm.